# Ryszard Jagielski
Ryszard Jagielski (ur. 28 maja 1951) – polski bokser, medalista mistrzostw Polski.
Wystąpił w wadze koguciej (do 54 kg) na mistrzostwach Europy w 1975 w Katowicach, lecz po wygraniu jednej walki przegrał w ćwierćfinale z Caczo Andrejkowskim z Bułgarii.
Był wicemistrzem  Polski w wadze koguciej w 1974 i brązowym medalistą w wadze piórkowej (do 57 kg) w 1976.
W latach 1974-1976 czterokrotnie wystąpił w reprezentacji Polski, odnosząc 1 zwycięstwo i ponosząc 3 porażki.
Jego starszy brat Andrzej również był znanym bokserem, medalistą mistrzostw Polski i reprezentantem kraju.